# Iryna Mykhailivna Horbas
Iryna Mykhailivna Horbas (tiếng Ukraina: Ірина Михайлівна Горбась; 23 tháng 4 năm 1955, Kyiv - 22 tháng 8 năm 2015, Kyiv) là một bác sĩ tim mạch và chuyên gia nghiên cứu dân số Ukraina. Bà được trao bằng Tiến sĩ khoa học Y học năm 1996 và được phong hàm Giáo sư năm 2010. Bà là người đi đầu trong nghiên cứu dịch tễ học tim mạch ở Ukraina. Bà đã nghiên cứu và phát triển nhiều biện pháp điều trị và cải thiện sức khỏe để phòng ngừa các bệnh tim mạch.
Trong gần 40 năm, từ năm 1978 đến khi bà qua đời năm 2015, bà là nghiên cứu viên tại Viện Tim mạch, Y học lâm sàng và tái tạo mang tên Viện sĩ M. D. Strazheska của Viện Hàn lâm Khoa học Y tế Quốc gia Ukraina. Bà có 10 năm giữ chức Trưởng khoa Nghiên cứu Dân số. Bà là tác giả của khoảng 360 bài báo khoa học.

## Tiểu sử
Bà sinh ngày 23 tháng 4 năm 1955 tại Kyiv.
Năm 1978, bà tốt nghiệp Viện Y Kyiv. Sau khi tốt nghiệp, bà trở thành nghiên cứu viên tại Viện Tim mạch, Y học lâm sàng và tái tạo mang tên Viện sĩ M. D. Strazheska của Viện Hàn lâm Khoa học Y tế Quốc gia Ukraina. Năm 1984, bà được trao bằng Phó tiến sĩ Y học sau khi bảo vệ luận án về "Nghiên cứu động lực học của các yếu tố tiềm ẩn nguy cơ mắc bệnh mạch vành khi đi bộ thường xuyên".
Năm 1996, bà được trao bằng Tiến sĩ khoa học Y học với luận án về "Dịch tễ học bệnh tim mạch vành ở dân cư nông thôn Ukraina và các khía cạnh tổ chức và phương pháp phòng ngừa".
Năm 2005, bà trở thành Trưởng khoa Khoa Nghiên cứu Dân số của viện. Năm 2010, bà được phong hàm giáo sư.
Bà qua đời ở tuổi 60 do bệnh nặng vào ngày 22 tháng 8 năm 2015. Bà được chôn cất cùng gia đình tại nghĩa trang Berkovets (lô đất số 76, 50°29′20"B, 30°23′43"Đ).

## Hoạt động khoa học
Bà là tác giả của khoảng 360 bài báo khoa học. Bà là cố vấn khoa học và là người hướng dẫn luận văn cho 10 tiến sĩ khoa học và phó tiến sĩ, trong đó có Olhy Sribnoi.
Bà là người tiên phong trong nghiên cứu dịch tễ học tim ở Ukraina. Bà đã nghiên cứu và phát triển nhiều biện pháp điều trị và cải thiện sức khỏe để phòng ngừa các bệnh tim mạch. Bà cũng quan tâm nghiên cứu về các vấn đề khoa học liên quan đến bệnh tim mạch vành, và là tác giả của các phương pháp cải thiện sức khỏe tim mạch cho người dân nông thôn.
Bà là thành viên của dự án quốc tế "Chương trình quốc gia về phòng chống tổng hợp các bệnh không lây nhiễm" của Tổ chức Y tế Thế giới từ năm 1994. Bà là người đồng phát triển và thành viên Hội đồng Điều phối của Chương trình Phòng ngừa và Điều trị Tăng huyết áp Động mạch ở Ukraina.
Bà là thành viên của nhóm chuyên trách về tăng huyết áp động mạch của Hiệp hội Bbác sĩ Tim mạch Ukraina, thành viên của Hội Tim mạch châu Âu và Hội đồng chấm luận án của Đại học Y Quốc gia Lviv mang tên Danyla Halytskoho.
Nhân dịp sinh nhật lần thứ 60, bà đã được trao giấy chứng nhận của Verkhovna Rada Ukraina "vì những đóng góp cá nhân đáng ghi nhận cho sự phát triển của nghiên cứu khoa học về dịch tễ học của các bệnh tim mạch ở Ukraina, phát triển và thực hiện các phương pháp chẩn đoán và phòng ngừa bệnh lý tim mạch hiệu quả trong thực hành y tế, đào tạo nhân lực khoa học và tác phong chuyên nghiệp cao"

## Công trình khoa học (chọn lọc)
- Формирование групп повышенного риска развития ИБС и диспансеризация больных ИБС с гипертонической болезнью: (методические рекомендации) / И. П. Смирнова, И. М. Горбась, Н. В. Давиденко [và đồng nghiệp] ; Министерство здравоохранения УССР. — Киев: [không rõ nhà xuất bản], 1986. — 17 tr.
- Дозированная ходьба как средство вторичной профилактики артериальной гипертонии / И. П. Смирнова, И. М. Горбась, И. В. Выхованюк // Кардиология. — 1987. Т. 27. — số 9. — tr. 63-66.
- Епідеміологія ішемічної хвороби серця серед сільського населення України і організаційно-методологічні аспекти її профілактики: дис. докт. мед. наук: 14.01.11 / Горбась Ірина Михайлівна ; Український НДІ кардіології ім. М. Д. Стражеска. — К., 1996. — 368 tr.
- Підвищення фізичної активності в комплексі первинної та вторинної профілактики артеріальної гіпертензії: (Навч. посібник) / Є. Х. Заремба [và đồng nghiệp] ; Центральний методичний кабінет з вищої медичної освіти, Львівський держ. медичний ун-т ім. Д.Галицького, Інститут кардіології АМН України ім. М. Д. Стражеска, Програма CINDI. — К. : [б.в.], 2000. — 21 tr.
- Рекомендації з профілактики і лікування тютюнопаління / І. П. Смирнова [và đồng nghiệp] ; Українське наукове товариство кардіологів, Всеукраїнська громадська організація «Асоціація фтизіатрів і пульмонологів України», Науково-практичне товариство невропатологів, психіатрів і наркологів України. — К. : [б.в.], 2001. — 20 tr.
- Ішемічна хвороба серця: епідеміологія і статистика / І. М. Горбась, І. П. Смирнова // Журн. практ. лікаря. — 2004. — số 1. — tr. 2-5.
- Харчування та артеріальна гіпертензія / Н. В. Давиденко, І. П. Смирнова, І. М. Горбась, О. О. Кваша // Укр. кардіол. журн. — 2004. — số 5. — tr. 82-86.
- Зв'язок між традиційними факторами ризику розвитку серцево-судинних захворювань та тривожно-депресивними станами у жінок / О. В. Малацківська, І. М. Горбась // Укр. кардіол. журн. — 2005. — số 6. — tr. 97-100.
- Частота Про12Ала- полиморфизма гена Pparγ2 в украинской популяции и его возможная связь с развитием метаболического синдрома // И. П. Кайдашев, А. М. Расин, О. А. Шлыкова [và đồng nghiệp] // Цитология и генетика. — 2007. — số 5. — tr. 45–47.
- Поширеність артеріальної гіпертензії серед сільського населення Івано-Франківської області / А. І. Волинський, І. М. Горбась // Галиц. лікар. вісн.. — 2007. — 14, số 1. — tr. 97-100.
- Вплив поліморфізму гена рецептора ангіотензину ІІ першого типу на клінічний перебіг гіпертонічної дисциркуляторної енцефалопатії у мешканців Полтавської області / А. М. Кривчун, Н. В. Литвиненко, І. П. Кайдашев [và đồng nghiệp] // Проблеми екології та медицини. — 2010. — Т. 4, số 3–4. — tr. 25–29.
- Настанова з артеріальної гіпертензії / [Л. В. Безродна và đồng nghiệp] ; за ред.: В. М. Коваленка [và đồng nghiệp] ; ННЦ «Ін-т кардіології ім. М. Д. Стражеска». — К. : МОРІОН, 2010. — 491 tr.
- Високий серцево-судинний ризик населення України: вирок чи точка відліку / І. М. Горбась // Львівський клінічний вісник. — 2013. — số 3. — tr. 45-48.
- Епідеміологічна ситуація щодо артеріальної гіпертензії у сільській популяції України / І. М. Горбась, І. П. Смирнова, І. П. Вакалюк, І. П. Кайдашев, О. О. Кваша, О. В. Срібна, О. В. Заремба, О. В. Заремба-Федчишин, О. В. Скочко, Якимчук В. М., Волинський А. І., Зінковський О. Л. Борисенко Н. В. // Ліки України. — 2013. — số 7. — tr. 88-91.
- Шляхи корекції показників ліпідного та вуглеводного обміну в пацієнтів з метаболічними порушеннями / І. М. Горбась, О. О. Кваша, І. П. Смирнова, С. Б. Осипенко // Український кардіологічний журнал. — 2014. — số 6. — tr. 72-77.
- Превентивна кардіологія: імплементація міжнародних рекомендацій в Україні / Асоц. кардіологів України, ВГО «Превент. кардіологія та реабілітація» ; [авт.-уклад.: В. М. Коваленко và đồng nghiệp]. — Kyiv: МОРІОН, 2015. — 103 tr.
- Динамика структуры липидного фактора сердечно-сосудистого риска на протяжении 35 лет в городской популяции мужчин / Е. А. Кваша, И. П. Смирнова, И. М. Горбась, О. В. Срибная // Український кардіологічний журнал. — 2016. — số 2. — tr. 54-60.